# Вальд (Верхній Пфальц)
Вальд (нім. Wald) — громада в Німеччині, розташована в землі Баварія. Підпорядковується адміністративному округу Верхній Пфальц. Входить до складу району Кам. Центр об'єднання громад Вальд.
Площа — 37,78 км2. Населення становить 2916 ос. (станом на 31 грудня 2020).